# Caichang
Caichang (kinesiska: 蔡场镇, 蔡场) är en köping i Kina. Den ligger i provinsen Sichuan, i den sydvästra delen av landet, omkring 39 kilometer sydväst om provinshuvudstaden Chengdu. Antalet invånare är 17 103. Befolkningen består av 8 454 kvinnor och 8 649 män. Barn under 15 år utgör 13,0 %, vuxna 15-64 år 73 %, och äldre över 65 år 12,0 %.
Genomsnittlig årsnederbörd är 1 367 millimeter. Den regnigaste månaden är juli, med i genomsnitt 383 mm nederbörd, och den torraste är januari, med 12 mm nederbörd.